# Tommy Mottola
Tommy Mottola, född 14 juli 1949 i The Bronx i New York, är en amerikansk manager och skivbolagsdirektör.
Mottola upptäckte Mariah Carey 1989 och blev hennes manager. Mottola och Carey var även gifta med varandra mellan 1993 och 1998.
Mottola var direktör för Sony Music Entertainment fram till 2003. Sedan dess har han ägnat sig åt det egna bolaget Casablanca Records som bland annat har skivkontrakt med Lindsay Lohan.